# Сатани-Дар
Сатани-Дар (арм. Սատանի Դար, букв. «бугор Сатаны») — раннепалеолитическое местонахождение в Армении, древнейшая стоянка шелльской культуры палеолита. 

## Локализация
Расположена на юго-западном склоне горы Арагац близ села Арег в Арагацотнской области. В 1945—1949 годах было исследовано С. А. Сардаряном, С. Н. Замятниным и М. З. Паничкиной. 

## Материальная культура
На поверхности холма было собрано большое количество (до 200) примитивных каменных рудий, представляющих собой массивные отщепы неправильных очертаний, ручные рубила, чопперы, а также нуклеусы грубодисковидной и кубовидной формы. Культурный слой холма был разрушен ещё в древности.
Общая площадь стоянки была примерно 200-250 метров, она занимала примерно половину общей площади холма. При этом под воздействием воды и ветра мелкие частицы грунта были снесены к подножию холма, а более тяжелые каменные орудия оказались на поверхности, по-видимому не поменяв мест своего первичного залегания. Основным материалом для изготовления орудий был обсидиан, менее широко использовался диабаз и только два ручных рубила сделаны из базальта. Всего из 200 орудий 52 представляли собой ручные рубила, весьма искусной обработки, на момент находки это была крупнейшая коллекция ручных рубил в СССР .
По каменным изделиям выделяются два комплекса: древнейший, предположительно датируемый позднешелльским (позднеаббевильским) временем, и более поздний, предположительно датируемый позднеашельским временем, в том числе с использованием техники леваллуа.